# 馬尼拉鎮區 (北達科他州卡弗利爾縣)
馬尼拉鎮區（英語：Manilla Township）是位於美國北達科他州卡弗利爾縣的一個鎮區。

## 地方資料
馬尼拉鎮區的面積為93.34平方千米，當中陸地面積為92.53平方千米，而水域面積為0.80平方千米。根據2020年美國人口普查的數據，當地共有人口83人，而人口密度為每平方千米0.89人。